# HMS Nautilus (1914)
HMS Nautilus – doświadczalny okręt podwodny zamówiony przez Royal Navy w 1913. Zaprojektowany w zakładach Vickersa „Nautilus” był największym okrętem podwodnym Royal Navy ze wszystkich dotychczasowo zbudowanych, był prawie dwa razy większy od innych ówczesnych konstrukcji. „Nautilus” został zaprojektowany jako „pełnomorski” (ocean-going) okręt podwodny o dużej dzielności morskiej nawet w trudnych warunkach pogodowych. Miał także spełniać założenia tzw. fleet submarine – okrętu podwodnego współpracującego z głównymi siłami floty. Z powodu wybuchu I wojny światowej prace nad okrętem zakończono dopiero w 1917 i nie wziął on udziału w działaniach wojennych.
„Nautilus” był pierwszym brytyjskim okrętem podwodnym który otrzymał nazwę, a nie tylko oznaczenia, choć w późniejszym czasie został przemianowany na „N1”.

## Geneza projektu
Na początku pierwszego dziesięciolecia XX wieku brytyjska firma Vickers miała de facto monopol na budowę okrętów podwodnych dla Royal Navy, co wywoływało pewne zaniepokojenie w Admiralicji, która obawiała się aby taki stan rzeczy nie doprowadził do stagnacji w zakresie projektowania i budowy okrętów podwodnych. Pomimo zadowolenia z osiągów budowanego w stoczni Vickersa typu E, Admiralicja zdecydowała się na budowę szeregu licencyjnych i eksperymentalnych konstrukcji w stoczniach różnych firm. W stoczniach Scotts zamówiono trzy włoskie okręty (typ S) oraz dodatkowo jeden eksperymentalny okręt o napędzie parowym (HMS „Swordfish”), a w stoczniach Armstrong-Whitworth zamówiono cztery francuskie okręty (typ W). W stoczniach Vickersa początkowo zamówiono tylko eksperymentalnego „Nautilusa”, ale po proteście firmy, która obawiała się konkurencji ze strony dwóch pozostałych firm, dodatkowo złożono u niej zamówienie na cztery „standardowe” okręty podwodne (typ V).
„Nautilus” był pierwszym konstrukcją zamówioną przez Royal Navy, która miała wypełnić zapotrzebowania na duży, pełnomorski okręt podwodny, o znacznym zasięgu ale także o dużej prędkości nawodnej (fleet submarine), mogący współpracować bezpośrednio z głównymi siłami floty.

## Opis konstrukcji
„Nautilus” był pierwszym brytyjskim okrętem podwodnym z podwójnym kadłubem i bez zewnętrznych zbiorników balastowych. Kadłub zewnętrzny liczył prawie 79 m długości i 5,4 m szerokości, zanurzenie okrętu wynosiło prawie 8 m. Wewnętrzny kadłub podzielony był poziomo i pionowo. W dolnej części znajdowały się 352 akumulatory kwasowo-ołowiowe produkcji firmy Exide, część górna podzielona była dodatkowo na dziewięć przedziałów.
Napęd nawodny stanowiły dwa silniki wysokoprężne o łącznej mocy 3700 KM napędzające dwa wały śrubowe i ładujące akumulatory. Napęd podwodny stanowiły dwa silniki elektryczne o łącznej mocy 1000 KM.
Okręt uzbrojony był w osiem 18-calowych (450 mm) wyrzutni torped, po dwie w dziobie i na rufie oraz cztery w śródokręciu, po dwie na każdej burcie, z zapasem 16 torped. Oryginalnie uzbrojony był także w przeciwlotniczą armatę 3-calową (76,2 mm) umieszczoną przed kioskiem, według niektórych źródeł okręt został w późniejszym czasie przezbrojony w armatę 12-funtową (76,2 mm).

## Budowa i służba
Stępkę pod „Nautilusa” położono w marcu 1913, okręt wodowano 16 grudnia 1914. Jeszcze przed jego wodowaniem został on określony jako „niezmiernie ciekawy eksperyment”, był to wówczas największy okręt podwodny na świecie, prawie dwukrotnie dłuższy od innych konstrukcji z tego okresu.
Po wodowaniu okręt nie wszedł do służby z powodu przedłużających się problemów z silnikami i większość czasu spędził w porcie, ładując akumulatory innych okrętów podwodnych. W 1917 na życzenia Admiralicji zakończono prace nad okrętem i nigdy nie został on użyty operacyjnie.
W 1918 został przemianowany na „N1”, a 9 czerwca 1922 został sprzedany na złom.
Pomimo że okręt nigdy nie wszedł do służby, co nie pozwoliło na jego długotrwałą ewaluację, uważa się, że był on ważnym ogniwem pomiędzy konstrukcją małych i dużych okrętów podwodnych. W czasie jego budowy zdobyto ważne doświadczenia, które owocowały przy konstrukcji późniejszych typów okrętów podwodnych.